# Hemiblossia etosha
Hemiblossia etosha är en spindeldjursart som beskrevs av Lawrence 1927. Hemiblossia etosha ingår i släktet Hemiblossia och familjen Daesiidae. Inga underarter finns listade i Catalogue of Life.